# 图赖
图赖（转写：Tulai；1600年—1647年），是清朝初年满洲名将，瓜尔佳氏，费英东第七子，清朝開國功臣，图赖曾欲立肃亲王豪格為皇帝，故死后一度被削爵，顺治帝亲政后，为他加谥号昭勳，立碑纪绩。雍正帝追封图赖一等雄勇公。

## 簡介
1630年，阿敏守永平府，被明军夺回，图赖为阿敏断后。
1631年八月，大凌河之战，图赖负伤，皇太极大怒：“图赖轻进，诸军从之入，朕弟亦冲锋而进，有不测，将磔尔等食之！敌如狐处穴，更将焉往？朕兵天所授，皇考所遗，欲善用之，勿使劳苦。穆克谭我旧臣，死非其地，岂不可惜？”九月，图赖戴罪立功。
1637年，皇太极拜图赖为國議大臣，此后又参加松锦之战、山海关之战。
1644年，隨清兵入关，打败李自成部将唐通。从定国大将军豫亲王多铎攻陷潼关。
1645年，又从多铎攻陷扬州，杀史可法。南京陷落后，图赖擒获南明弘光帝。
1646年，随博洛南侵福建，擒获南明隆武帝，北歸途中病死于浙江金华。

## 延伸阅读
[在维基数据编辑]
 《清史稿·卷235》，出自趙爾巽《清史稿》